# Anastàssios Papulas
Anastàssios Papulas (grec: Αναστάσιος Παπούλας)  (Mesolongi, 1 de gener de 1857 (Julià) - Atenes, 24 d'abril de 1935) fou un general grec, comandant en cap de les tropes gregues durant la Guerra greco-turca (1919-1922).

## Biografia
Va començar la seva carrera política durant la dècada de 1880 i va arribar a ser un gran amic i confident del rei Constantí I de Grècia. El 1920 ja fou nomenat comandant de les forces gregues a Anatòlia, però la seva ofensiva no va tenir gaire èxit durant la primera campanya, ja que fou frenat per la Primera Batalla d'Inonu el gener de 1921. Després d'aquest fracàs va rebre nous reforços, i va tenir un contingent de fins a 100.000 homes, per tant va començar una nova ofensiva el 23 de març. Tot i això, va tornar a ser derrotat a la Segona Batalla d'Inonu (28-30 de març de 1921).
Després de perdre el càrrec de comandant en cap per ordre de Constantí, Papulas dirigí les tropes gregues com a general a les batalles d'Eskisehir (16-17 d'agost) i de Sakarya (24 d'agost-16 de setembre). Més endavant va dirigir també la retirada de les tropes gregues d'Afyon per tal d'evitar una derrota total contra els turcs.
La guerra va acabar el 1922 i Papulas va allunyar-se cada cop més de les posicions monàrquiques, fins al punt que va esdevenir un seguidor del Partit Lliberal d'Elevthérios Venizelos. El 1935 va dirigir un cop d'estat fallit per donar suport a Venizelos, i arran d'aquest fet fou detingut i executat poc després.